# شيك مردود

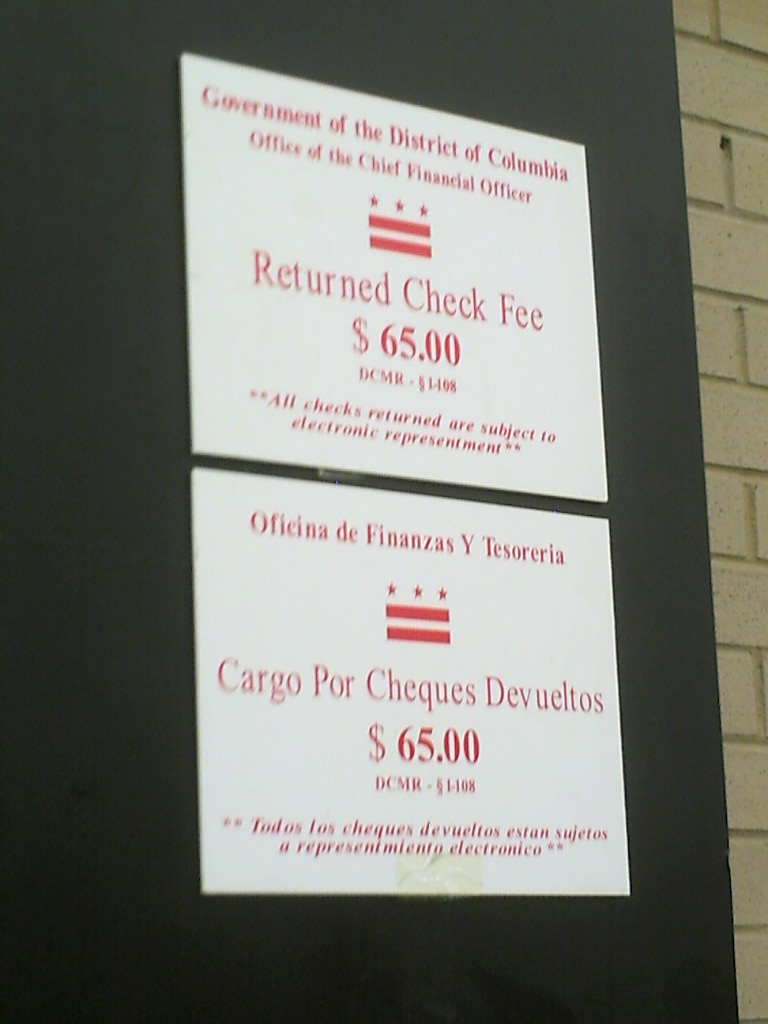
صورة لافتة في مكتبة DC العامة تشير إلى أن الشيك المرتجع سيخضع لرسوم قدرها 65 دولارًا أمريكيًا

شيك مردود في الاقتصاد و القانون (بالإنجليزية:rubber check أو Non-sufficient funds) هو شيك بلا رصيد أو صك فاسد  لا يقوم المصرف بدفعه إلى حامله حيث ليس له رصيد كاف. ولنأخذ المثال التالي: يتقدم حامل شيك مردود إلى المصرف بغرض استلام مبلغ المال المذكور فيه، ولكن هذا المبلغ يزيد عن رصيد صاحب رقم الحساب بالمصرف، فيعترض المصرف ولا يقوم المصرف بصرف الشيك. ويعبر عن الصك الفاسد بالإنجليزية بالتعبيرات الآتية: bad check أو dishonored check أو bounced check أو rubber check .

## تبعات الشيك الفاسد
- قد يقوم المصرف بصرف الشيك نظير مقابل يحتسبه على صاحب الحساب بالمصرف. هذا يعتمد على شروط المصرف في التعامل،
- إذا كان فرق المبلغ المذكور في الشيك ورصيد صاحب رقم الحساب في المصرف صغيرا، فقد يقوم المصرف يدفع المبلغ إلى حامل الشيك المردود لحالمبب، ويصبح هذا الفرق ديناً على صاحب رقم الحساب يدفع عنه فائدة للمصرف حتي يقوم بتسديده،
- إذا كان الفرق بين المبلغ المذكور في الصك المردود ورصيد صاحب رقم الحساب كبيرا، يكون احتمال عدم صرف المبلغ إلى حامل الصك كبيرا، ويُرد الصك المردود. عندئذ يمكن لحامل الشيك المردود الذهاب إلى القضاء للحصول على حقه من الشخص الذي أصدر الشيك المردود. يتعامل القضاء مع تلك الحالات كجنحة في احالات البسيطة أو كجريمة في الحالات الجسيمة وعند تكرارها من قبل فاعلها.
- قد يرفض الشخص قبول شيك في المستقبل من مُصدر الشيك المردود.

## اقرأ أيضا
- كمبيالة مضمونة
- تقدير السند
- سند شامل
- سند متسلسل
- درجة الملاءة
- سند مدعم بأصول
- أصول
- وسيط سندات
- رأسمال
- عملة
- وديعة
- حجز مال المدين